# Bernezzo
Bernezzo là một đô thị tại tỉnh Cuneo trong vùng Piedmont của Italia, vị trí cách khoảng 80 km về phía tây nam của Torino và khoảng 9 km về phía tây của Cuneo. Tại thời điểm ngày 31 tháng 12 năm 2004, đô thị này có dân số 3.195 người và diện tích 25,9 km².
Bernezzo giáp các đô thị: Caraglio, Cervasca, Rittana, Roccasparveravà Valgrana.